# Camargo (Illinois)
Camargo – wieś w Stanach Zjednoczonych, w stanie Illinois, w hrabstwie Douglas.